# Acanthophysellum lividocoeruleum
Acanthophysellum lividocoeruleum är en svampart som först beskrevs av Petter Adolf Karsten, och fick sitt nu gällande namn av Erast Parmasto 1967. Acanthophysellum lividocoeruleum ingår i släktet Acanthophysellum och familjen Stereaceae.   Inga underarter finns listade i Catalogue of Life.